# 韓国コンテンツ振興院
韓国コンテンツ振興院（かんこくコンテンツしんこういん、略称：KOCCA）は、大韓民国の準行政機関。韓国コンテンツの全分野を網羅する総括機関として、コンテンツ産業を育成する総合支援体制を構築し、コンテンツ大国となることを目的として2009年5月17日に設立された文化体育観光部傘下の特殊法人であり、委託執行型準政府機関に指定されている。所在地は、ソウル特別市麻浦区上岩洞。政府が推進する公共機関の地方移転によって、2013年に全羅南道羅州市に移転。
政府系の総括振興機関であり、コンテンツ創作・企画の段階から、製作、流通、制作インフラ、優秀な人材の育成やメンタルヘルスケアまで多岐に渡り後方支援を行う事により振興事業を行っている。
対象とするセクターは、放送、ゲーム、音楽、アニメ・キャラクタ・漫画、ファッション、デジタルコンテンツ、Culture&Content Technologyなどエンタテインメント系コンテンツが中心。
韓国コンテンツ振興院の母体となったのは、韓国文化コンテンツ振興院、韓国放送映像産業振興院、韓国ゲーム産業振興院、韓国ソフトウェア振興院デジタルコンテンツ事業団などの組織でそれぞれが個別に産業振興を行ってきたが、デジタルコンバージェンス時代を迎えて効率よく機能的にコンテンツ産業を振興するために、文化産業振興基本法第31条に基づき韓国コンテンツ振興院に統合された。
①放送、アニメ、ゲーム、映画などのコンテンツに関しての専門学校、大学、大学院の運営 ②立体映像支援チームを組織しStereographer,　グラフィック、3D変換などでの人材育成 
③優秀な人材を送り続けることによって制作プロダクションの制作クオリティーアップに貢献し、海外での販路を開拓 
④ドラマやバラエティのフォーマット開発やバイブル作りを支援。企画、制作、流通、インフラ整備で年間約1,700億ウォン（約122億円）の事業支援と雇用を創出 ④釜山国際映画祭へ予算を投入し、一極集中を避けて地方活性化への取り組みを行う 
⑤キラーコンテンツ発掘プロジェクトでは、斬新で興味深いストーリーを発掘する事により、ドラマ・映画・アニメ・キャラクター・ゲームなどへの経済的波及効果を期待 
⑥海外進出時に契約上の不利益を被らないよう国際弁護士の法律的サポート 
⑦低所得者支援、メンタルヘルスケアのサポート